# 埃哈德·凯勒
埃哈德·凯勒（德語：Erhard Keller，1944年12月24日—），生于金茨堡，德国男子速度滑冰运动员。他曾代表西德获得1968年和1972年冬季奥运会速度滑冰比赛男子500米金牌。